# ماركو أوريليو كونا دوس سانتوس
ماركو أوريليو كونا دوس سانتوس (بالبرتغالية: Marco Aurélio Cunha dos Santos‏) هو لاعب كرة قدم برازيلي في مركزي قلب الدفاع والدفاع، ولد في 18 فبراير 1967 في ريو دي جانيرو في البرازيل. لعب مع سبورتينغ لشبونة وكوسينزا كالشيو ونادي أمريكا ونادي أونياو دا ماديرا ونادي باليرمو ونادي سبال ونادي فاسكو دا غاما.

## وصلات خارجية
- ماركو أوريليو كونا دوس سانتوس على موقع قاعدة بيانات كرة القدم.إي يو (الإنجليزية)
- ماركو أوريليو كونا دوس سانتوس على موقع عالم كرة القدم.نت (الإنجليزية)